# Alia Bet
Alia Bet är en ö i Indien.   Den ligger i delstaten Gujarat, i den västra delen av landet, 900 km sydväst om huvudstaden New Delhi.